# José Velásquez (esploratore)
José Velásquez (Sonora, 1717 – 1785) è stato un militare ed esploratore spagnolo che operò in Bassa California, Messico, ed in Alta California, conducendo importanti spedizioni esplorative e descrivendo la regione nei suoi diari e resoconti.

## Biografia
Velásquez nacque a San Ildefonso de Ostimuri, Sonora. Nel 1751 si arruolò come privato nelle forze militari stanziate a Loreto (Bassa California del Sud), e gestite dai missionari gesuiti.
Quando i gesuiti furono espulsi dalla Bassa California, e francescani e governo della Nuova Spagna assunsero il comando della penisola nel 1768, Velásquez fu promosso caporale maggiore. Sembra che fece parte del primo gruppo di terra a San Diego ed a Monterey in Alta California nel 1769-1770, comandato da Fernando Rivera y Moncada. A Monterey nel 1770 fu inviato a sud con dei documenti, viaggiando via terra fino alla Bassa California del Sud, e da qui fino a San Blas ed a Città del Messico.
Velásquez tornò in Bassa California nel 1771 diventando sergente. Nel 1773 fu promosso di nuovo, al grado di alférez, e messo al comando del distaccamento militare di Velicatá.
Lo stesso anno i domenicani sostituirono i francescani in Bassa California. Buona parte dei compiti di Velásquez consistevano nel localizzare potenziali siti per le missioni domenicane nella zona di frontiera tra Velicatá e San Diego. Guidò le spedizioni che scoprirono i luoghi di El Rosario, Santo Domingo e San Vicente. Esplorò anche il deserto che conduceva a est fino alla Sierra San Pedro Mártir.
Nel 1780 Velásquez fu trasferito presso il presidio di San Diego, dove fu secondo in comando. Nel luglio del 1781 gli indiani Quechan, che abitavano la parte bassa del fiume Colorado, si ribellarono uccidendo i missionari spagnoli, i coloni e i viaggiatori. Velásquez era a capo del distaccamento di San Diego che fu mandato a punire i ribelli (con poco successo).
Nel 1783 Velásquez guidò l'esplorazione che effettuò una ricognizione nell'entroterra di San Diego in cerca di una strada diretta per il fiume Colorado. Nel 1785 fu a capo di una spedizione più ambiziosa che, partendo San Vicente, viaggiò a nord-est fino al Colorado e alla Imperial Valley, per poi tornare a San Diego.
Velásquez descrisse le sue esplorazioni in numerosi diari o resoconti che in seguito pubblicò. Si tratta di importanti fonti per lo studio storico ed etnografico della regione.